# Varreddes
Varreddes – miejscowość i gmina we Francji, w regionie Île-de-France, w departamencie Sekwana i Marna.
Według danych na rok 1990 gminę zamieszkiwało 1520 osób, a gęstość zaludnienia wynosiła 190 osób/km² (wśród 1287 gmin regionu Île-de-France Varreddes plasuje się na 546. miejscu pod względem liczby ludności, natomiast pod względem powierzchni na miejscu 488.).